# МТФ колгоспу імені Калініна
МТФ колгоспу імені Калініна (рос. МТФ колхоза имени Калинина) — селище у Чорноярському районі Астраханської області Російської Федерації.
Населення становить 11 осіб (2015). Входить до складу муніципального утворення Чорноярська сільрада.

## Історія
Населений пункт розташований на території українського етнічного та культурного краю Жовтий Клин. Від 1928 року належить до Чорноярського району.
Згідно із законом від 6 серпня 2004 року органом місцевого самоврядування до 1 вересня 2016 року була Старицька сільрада. Відтак, після його ліквідації, стало підпорядковуватися Чорноярській сільраді.

## Населення
| 2002 | 2010 | 2014 | 2015 |
| ---- | ---- | ---- | ---- |
| 7    | ↗11  | →11  | →11  |